# Anton Zarucki
Anton Zarucki (ros. Антон Заруцкий, ur. 27 kwietnia 1986 w Moskwie) – rosyjski wioślarz.

## Osiągnięcia
- Mistrzostwa Świata Juniorów – Banyoles 2004 – ósemka – 4. miejsce[1].
- Mistrzostwa Świata U-23 – Amsterdam 2005 – ósemka – 15. miejsce[1].
- Mistrzostwa Świata U-23 – Hazewinkel 2006 – dwójka bez sternika – 9. miejsce[1].
- Mistrzostwa Świata U-23 – Glasgow 2007 – ósemka – 9. miejsce[1].
- Mistrzostwa Europy – Ateny 2008 – ósemka – 2. miejsce[1].
- Mistrzostwa Świata – Poznań 2009 – ósemka – 10. miejsce[1].
- Mistrzostwa Europy – Montemor-o-Velho 2010 – ósemka – 5. miejsce[1].